# Metaceratodus
Metaceratodus is een geslacht van uitgestorven longvissen binnen de familie Ceratodontidae, met een onbepaald exemplaar dat bekend is uit het Lissauer Breccia uit het Laat-Trias (Norien) van Polen en meer complete exemplaren bekend uit het Laat-Krijt van Queensland, Australië en Argentinië (Malargue-groep). Het geslacht werd benoemd en beschreven in 1914 door Frederick Chapman. De geslachtsnaam betekent 'naast Ceratodus'.

## Soorten
De zeven geïdentificeerde soorten Metaceratodus worden hieronder vermeld, terwijl een achtste naamloze soort bekend is uit Polen:
- cf. Metaceratodus sp.
- Metaceratodus baibianorum
- Metaceratodus bonei
- Metaceratodus ellioti
- Metaceratodus kaopen (=Ptychoceratodus kaopen, P. cionei)
- Metaceratodus palmeri
- Metaceratodus wichmanni (=Ceratodus wichmanni)
- Metaceratodus wollastoni